# Sierra Andina
Sierra Andina es una microcervecería y marca de cervezas artesanales creada en 2011 en la ciudad de Huaraz, Perú. La empresa produce y comercializa ocho variedades de cervezas en restaurantes, bares, tiendas de conveniencia (como Tambo+) y supermercados: Shaman Ipa, Pachacutec Imperial ale, Inti golden ale, Mama killa spice ale, Alpamayo amber ale, Chachapoyana, Huaracina pale ale y Don Juan Porter.
Es considerada por medios especializados como unas de las mejores cervezas artesanales de Perú.Se distribuye en Perú y Estados Unidos.
Sierra Andina es una de las cuatro empresas cerveceras ―junto a Heineken Perú, Backus y Candelaria― que viene impulsando la creación de la Cámara Cervecera del Perú (CCP).

## Historia
En 2011, Ted Alexander, un emprendedor nacido en el Reino Unido de nacionalidad estadounidense, fundó Sierra Andina a partir de una inversión de 50 000 dólares en la ciudad de Huaraz, en el distrito y provincia de Huaraz, en la región Áncash. La planta de elaboración se encuentra en el barrio de Cascapampa al norte de la ciudad. El lúpulo requerido para la fabricación de las cervezas es importado desde Alemania, Estados Unidos e Inglaterra.Inició operaciones produciendo cuatro tipos de cerveza: Inti golden ale, Huaracina pale ale, Alpamayo amber ale y Don Juan Porter.
En 2015, en la Copa Cervezas de América 2015 organizada en Santiago de Chile, las variedades Pachacútec Imperial ale (American Barleywine) y Shaman Ipa (American IPA) producidas por Sierra Andina ganaron una medalla de oro.
Cuenta con dos taprooms en Huaraz, uno en la ciudad de Lima y otro en la ciudad de Arequipa.

## Premios
- Copa Cervezas de América GCA
  - 2015. Medalla de oro a las cervezas Shaman Ipa y Pachacútec Imperial ale[12]
  - 2016. Medalla de plata a la cerveza Shaman Ipa[17]
  - 2017. Medalla de oro a la cerveza Shaman Ipa[17]